# Murderball (film)
Murderball è un documentario del 2005 diretto da Henry Alex Rubin e Dana Adam Shapiro candidato al premio Oscar al miglior documentario.